# Byt (film)
Byt (ang. The Entity) – amerykański horror z 1982 roku w reżyserii Sidneya J. Furiego. Wyprodukowany przez 20th Century Fox.

## Fabuła
Carla (Barbara Hershey) zostaje pobita i zgwałcona przez niewidzialną istotę. Gdy atak się powtarza, bezskutecznie szuka pomocy u psychiatry (Ron Silver). Nieustannie nękana przez tajemniczego prześladowcę kobieta prosi o radę parapsychologów. Dzięki nim staje do walki z nieznanymi siłami zła.

## Obsada
- Barbara Hershey jako Carla Moran
- Ron Silver jako doktor Sneiderman
- David Labiosa jako Billy Moran
- George Coe jako doktor Weber
- Margaret Blye jako Cindy Nash
- Jacqueline Brookes jako doktor Cooley
- Richard Brestoff jako Gene Kraft
- Michael Alldredge jako George Nash
- Raymond Singer jako Joe Mehan
- Allan Rich jako doktor Walcott
- Natasha Ryan jako Julie
- Melanie Gaffin jako Kim
- Alex Rocco jako Jerry Anderson